# Нова Махала (Старозагорська область)
Но́ва Махала́ (болг. Нова махала) — село в Старозагорській області Болгарії. Входить до складу общини Николаєво.

## Населення
За даними перепису населення 2011 року у селі проживали 715 осіб.
Національний склад населення села:
| Національність   | Кількість осіб | Відсоток |
| ---------------- | -------------- | -------- |
| болгари          | 432            | 60,7%    |
| цигани           | 197            | 27,7%    |
| турки            | 73             | 10,3%    |
| Всього відповіли | 712            |          |

Розподіл населення за віком у 2011 році:
Динаміка населення: